# Dendromus kivu
Espèce
Statut de conservation UICN

 LC  : Préoccupation mineure
Dendromus kivu (Dendromus nyasae) est une espèce de rongeurs de la famille des Nesomyidae. Il vit généralement dans les pays africains tels que le Burundi, la République démocratique du Congo, le Rwanda, le Malawi, la Tanzanie, l'Ouganda et la Zambie.
On retrouve cette espèce dans les Prairies, savanes et brousses tempérées à températures tropicales et subtropicales.